# Stückpforte

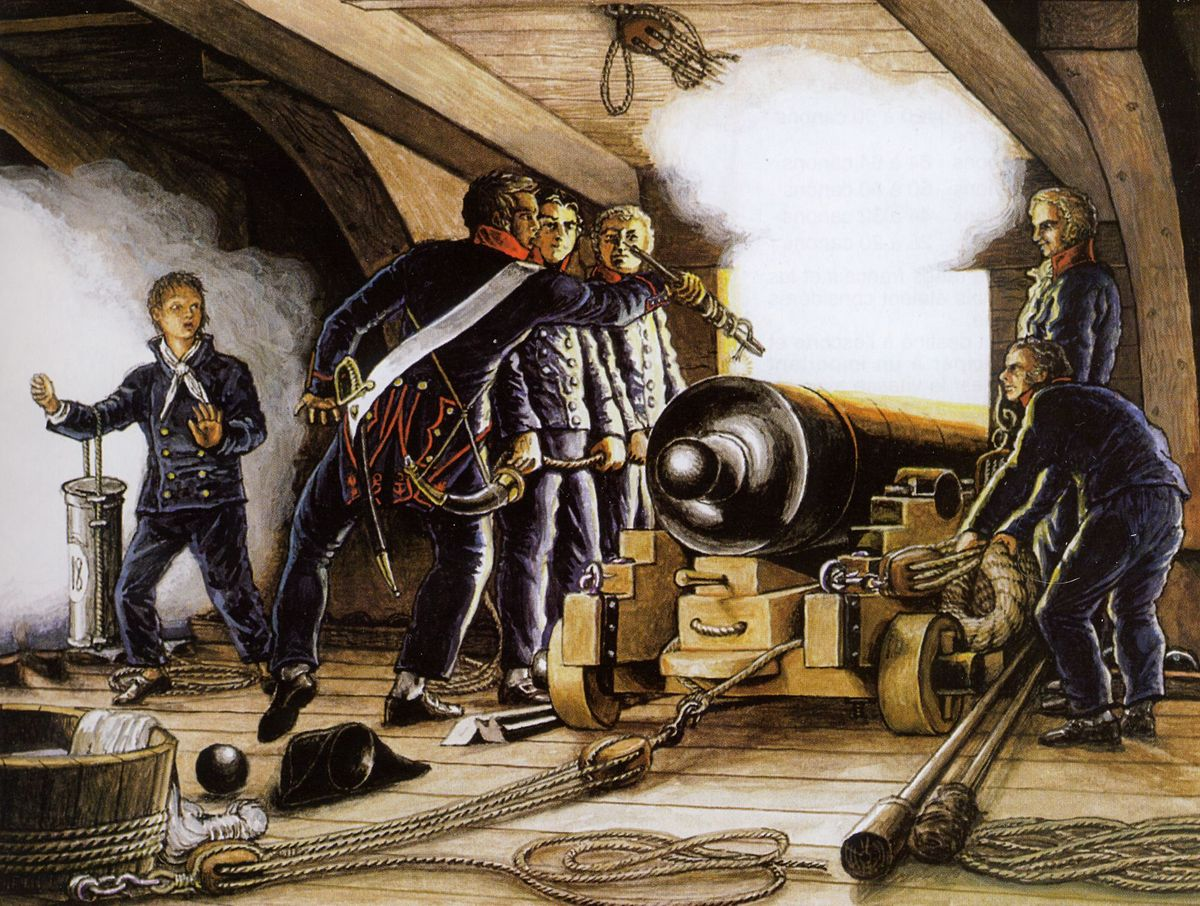
Geschütz und Stückpforte beim Schuss (Innenansicht); ganz links ein sogenannter Pulveraffe

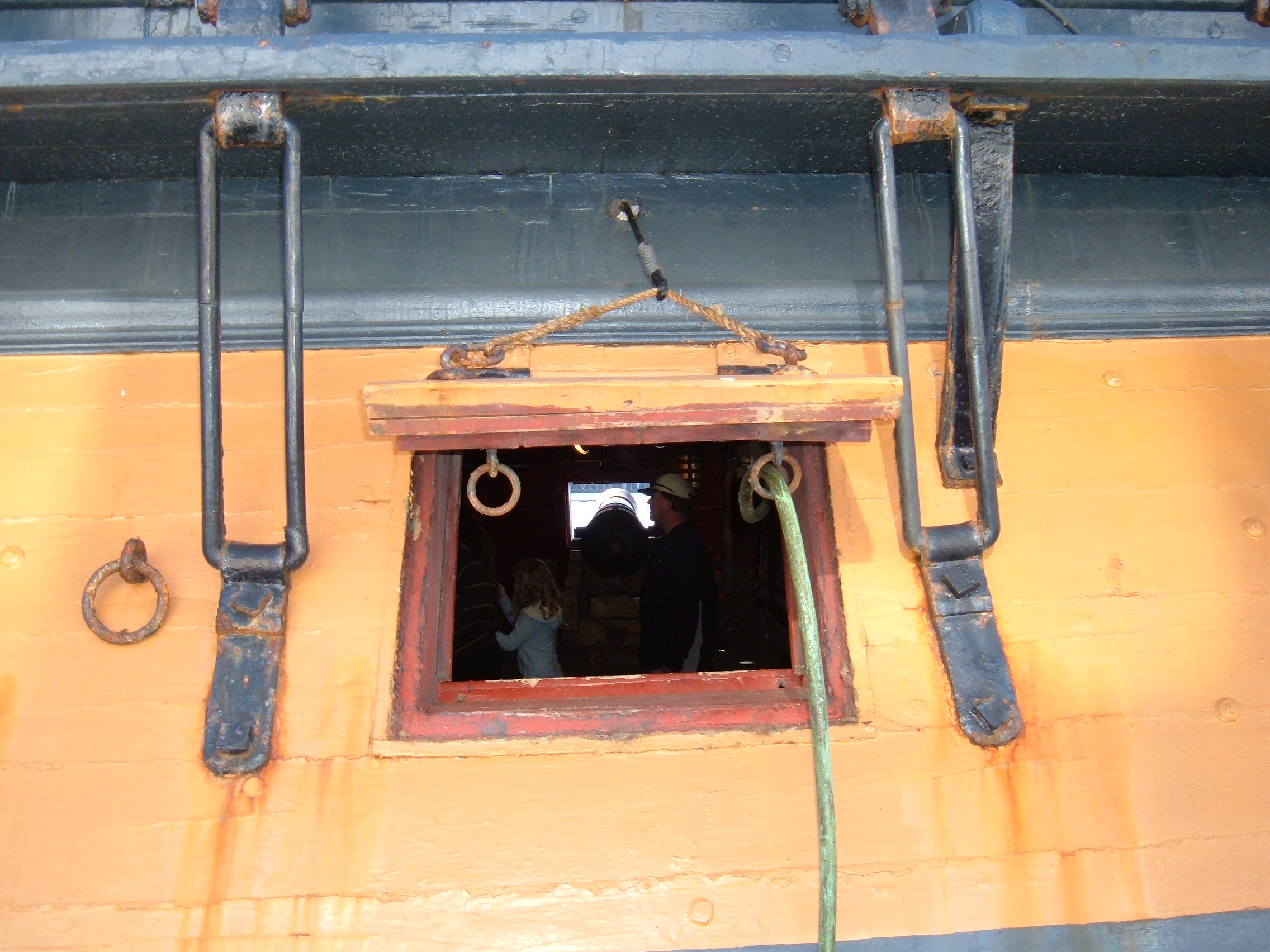
Ansicht einer Stückpforte von außen. Deutlich sichtbar das Pfortenreep.

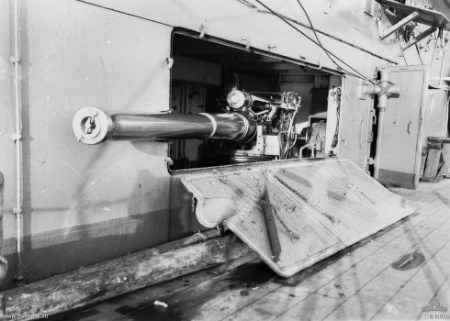
Stückpforte mit Geschütz im australischen Kriegsschiff HMAS Australia, Aufnahme von 1918.

Als Stückpforten (auch Geschützpforten) werden die verschließbaren Öffnungen in der Bordwand von Kriegsschiffen bezeichnet, durch die im Schiffsinneren aufgestellte Kanonen, die Stücke, hindurchfeuern konnten.

## Geschichte
Stückpforten sollen um 1501 vom französischen Schiffbauer François Descharges erstmals eingeführt worden sein. Diese Darstellung ist mittlerweile allerdings kritisch zu hinterfragen. So gibt es Hinweise darauf, dass Geschützpforten möglicherweise schon früher in Gebrauch gewesen sein könnten; beispielsweise findet sich im sogenannten Hastings Manuscript aus der Mitte des 15. Jahrhunderts eine Abbildung, die ein dreimastiges englisches Schiff zeigt, das im hinteren Schiffsdrittel Stückpforten besitzt. Auch gibt es Zeichnungen von Karacken der Hanse von um 1490, die mit Stückpforten, wenngleich auch in geringer Anzahl, ausgestattet sind. Insofern muss davon ausgegangen werden, dass die Erfindung und Einführung der Stückpforte in den Schiffsbau grob bereits in der Zeit zwischen 1450 und 1500 stattgefunden hatte.
Stückpforten waren eine notwendige Entwicklung im Segelkriegsschiffbau und bis ins 19. Jahrhundert hinein vorzufinden. Allerdings gab es bereits lange vorher schon große Öffnungen kurz über der Wasserlinie, die verschlossen werden konnten. Die Technologie war also bekannt und wurde z. B. beim Beladen mit Stammholz angewandt. 
Anlass zu dieser Erfindung ist der Umstand, dass eine große Anzahl schwerer Kanonen auf dem Oberdeck eines Schiffes den Schwerpunkt nach oben verlagert und es instabil macht. Aus diesem Grund war die mögliche Bewaffnung beschränkt, wenn man nicht die Seetüchtigkeit des Schiffes riskieren wollte. Indem die Kanonen auf tieferen Decks aufgestellt werden konnten (die schwersten zuunterst), wurde eine wesentlich schwerere Bewaffnung möglich. Zudem war eine tiefe Anbringung von Kanonen (möglichst nahe der Wasserlinie) unumgänglich, da sich nur so wesentlich kleinere oder flachere Schiffe wie z. B. Galeeren durch Geschützfeuer effektiv bekämpfen ließen, was mit Oberdeckskanonen nicht möglich gewesen wäre. Durch die Einrichtung der Stückpforten und die Verlagerung der Schiffsartillerie auf mehrere Decks innerhalb des Schiffskörpers wurde die Lösung dieser Aufgaben ermöglicht.
In den darauffolgenden Jahrhunderten wurden Kriegsschiffbau und Seekriegstaktik darauf ausgerichtet, möglichst viele Kanonen in den Breitseiten zu konzentrieren und zum Einsatz zu bringen. Mit dem Aufkommen von Geschützen in drehbaren Türmen im 19. Jahrhundert wurden die Stückpforten für die Hauptartillerie obsolet. Allerdings wurden für die Mittelartillerie und kleinere Kaliber in den Rumpf und Aufbauten moderne Varianten der Stückpforten eingebaut.

## Aufbau
Stückpforten sind meist rechteckig und breiter als hoch. Die entsprechenden Öffnungen eines Decks liegen Backbord wie Steuerbord genau gegenüber. In den ersten Jahren der Einführung der Stückpforten wurden diese wohl auf den einzelnen Batteriedecks, direkt untereinander platziert (so. z. B. bei der Galeone Great Harry von 1514). Aber bereits Darstellungen der 1520er Jahre zeigen die versetzte Anordnung. Damit wurden besonders die Belastungen der Schiffshülle durch den Rückstoß verringert.

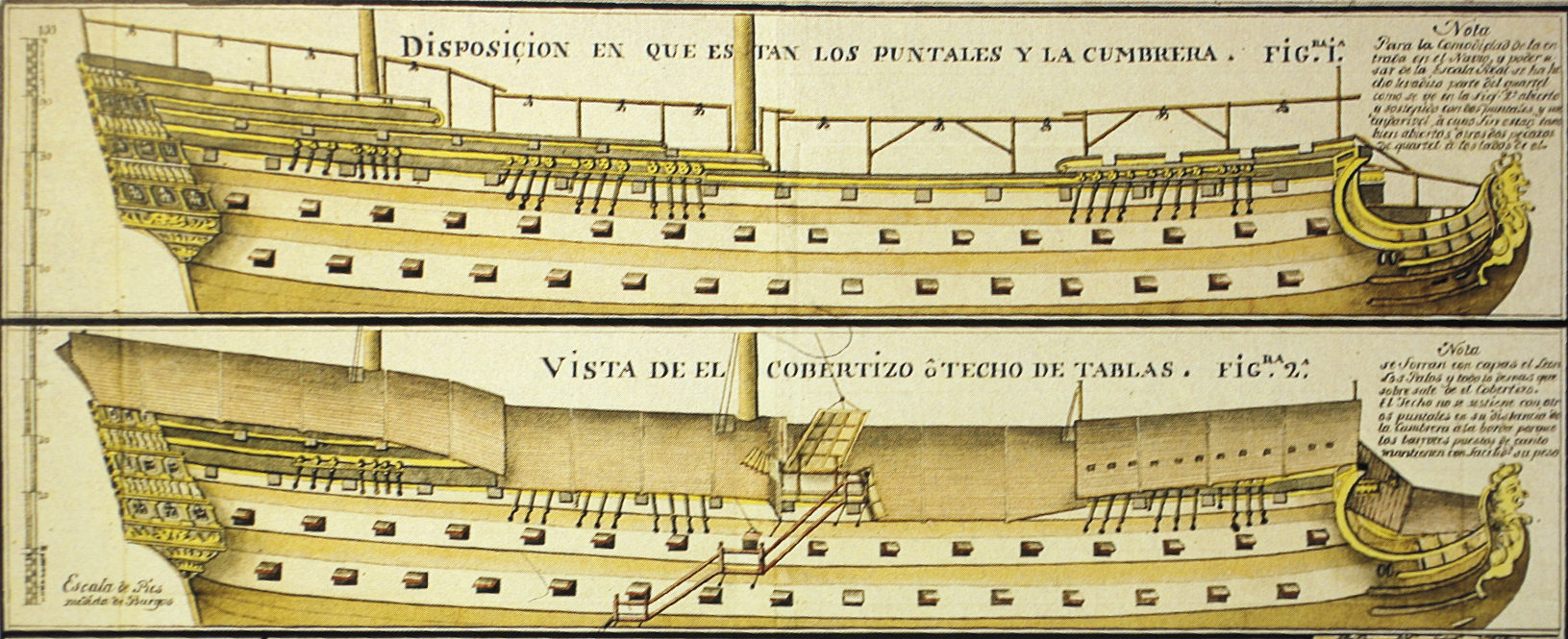
Die versetzte Anordnung der Stückpforten bei der Santísima Trinidad

Außer Seitenstückpforten gab es auch Hinter- und Jagdstückpforten, die sich im Heck bzw. Bug befanden.

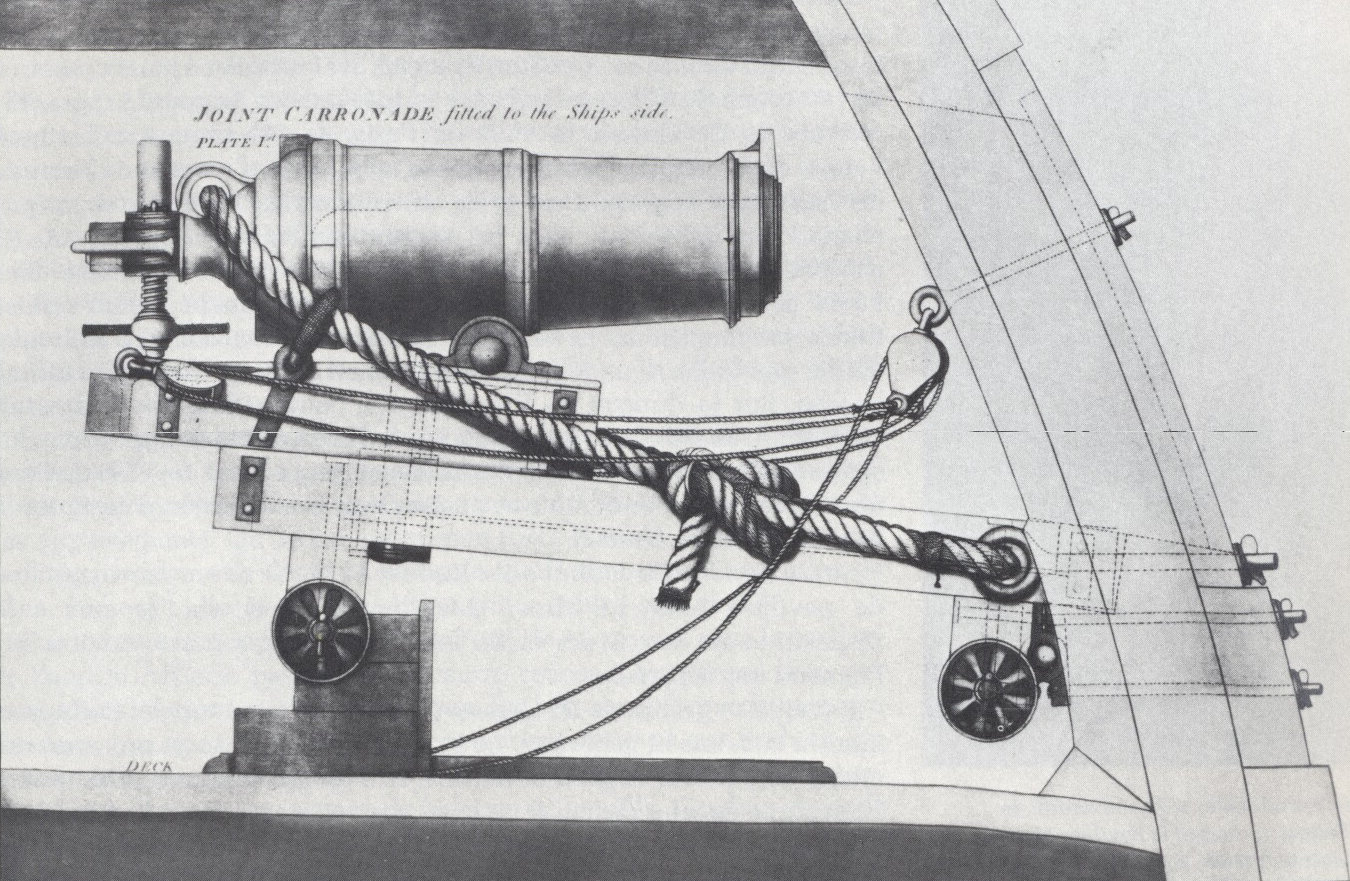
Bordwand- und Decksquerschnitt einer Geschützeinheit an einer Stückpforte

Zur Stückpforte gehörten mehrere Teile, die erst eine Verwendung ermöglichten. Nach dem Pfortendeckel gehörten Ringbolzen in der Bordwand dazu. Meist sind es vier, je zwei neben der Luke. Das untere Paar war für das Brooktau und das obere für die Richttaljen vorgesehen. Das Brooktau diente zum Auffangen des Rückstoßes und übertrug dessen Energie auf den Rumpf. Es war entweder mit einem Auge über die Traube gelegt (englische Variante) oder durch die Lafette geschoren (kontinentale Variante). Nach dem Öffnen der Luken wurden dann die Mündungen der Kanonen zum Zielen durch die Öffnung vorgeschoben ("ausgerannt"). Die Richttaljen dienten dabei dem Ausrennen nach dem jeweiligen Laden des Geschützes und der seitlichen Ausrichtung.

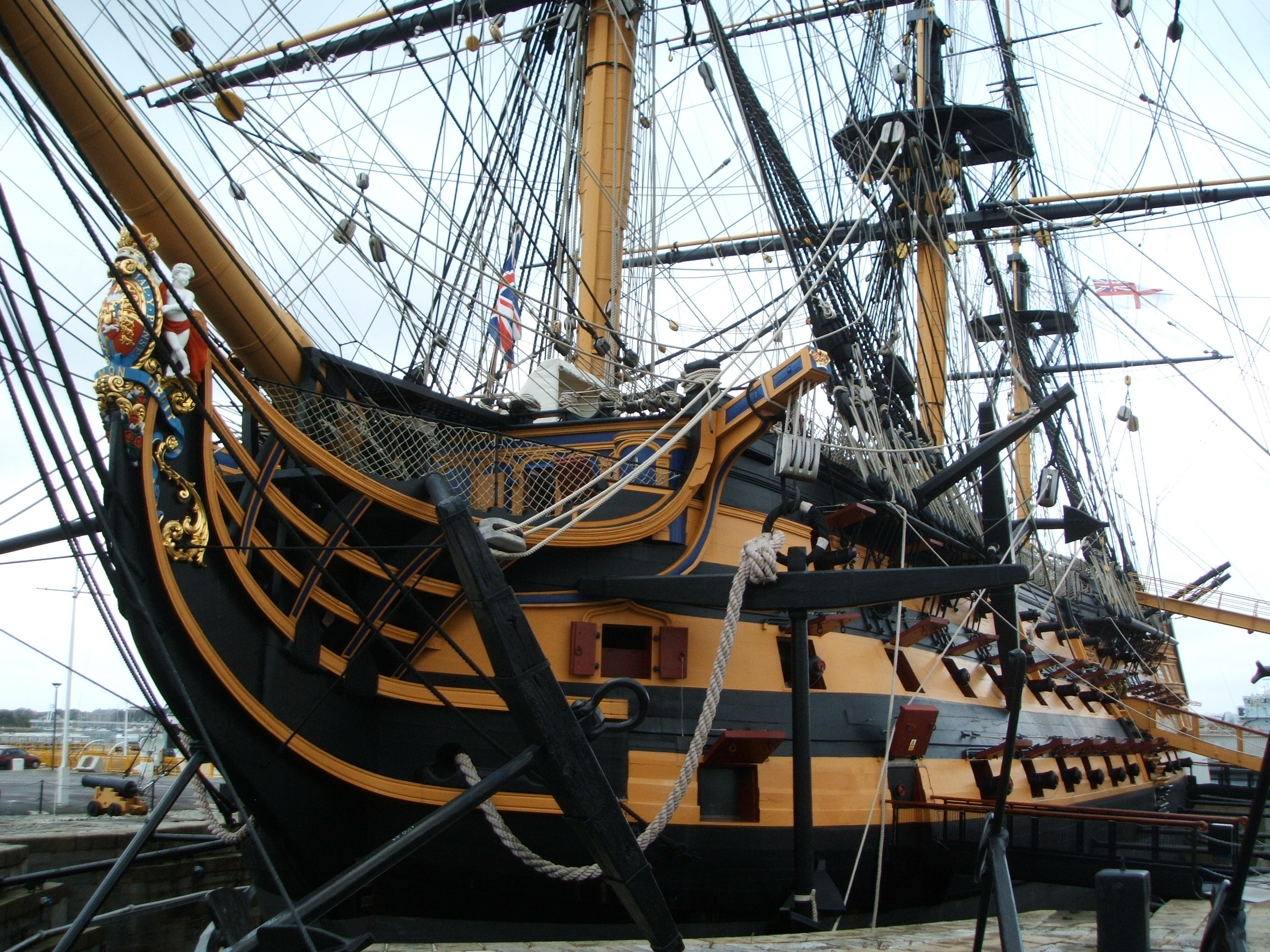
Die Stückpforten der Victory – gut zu sehen die verschiedenen Deckelvarianten sowie der traditionell rote Farbanstrich der aufgeklappten Innenseiten

 Die Deckel wurden mit einem Taljenzug nach außen über das Pfortenreep (ein spezielles Seil) hin geöffnet und über das Verschlussreep (ebenfalls ein spezielles Seil) verschlossen. Im 15. Jahrhundert wurden die Pfortendeckel (Luke, Pforte, Pfortluke) dabei von innen verriegelt und mit einem Balken an der Bordwand verklemmt. Es gab Deckel-Versionen, die sich
- a) nach oben oder
- b) nach unten und oben oder
- c) wie Flügeltore zu beiden Seiten hin

öffnen ließen.
Zur Erhöhung der Wasserundurchlässigkeit wurden die Ränder der geschlossenen Deckel zusätzlich mit gefetteten Tüchern abgedichtet. 
Da die Innenseite der Bordwand rot gefärbt wurde, zeigten die aufgeklappten Deckel die rote Innenseite dem Gegner. Der farbliche Kontrast zeigte dem Betrachter Kampfbereitschaft an. Dieser bedrohliche Eindruck konnte noch mit Löwenmaskaronen (z. B. auf der Vasa) verstärkt werden. Die rote Farbe sollte das bei Treffern verspritzte Blut der eigenen Besatzung kaschieren.

## Falsche Stückpforten

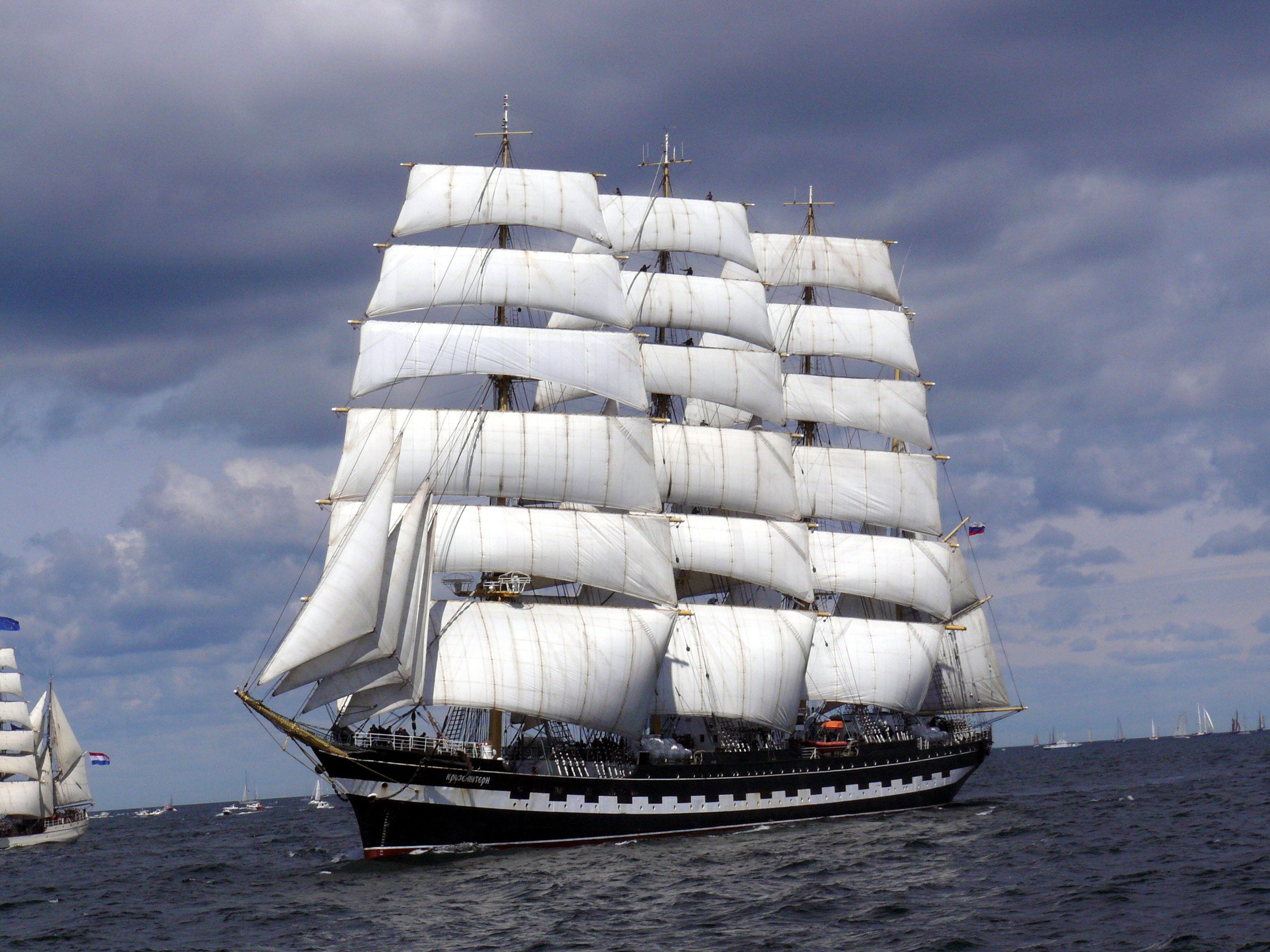
Windjammer Kruzenshtern mit aufgemalten Stückpforten

Im 19. Jahrhundert waren schließlich auch falsche Stückpforten verbreitet, hinter denen sich keine Geschütze, sondern z. B. lediglich Glasfenster oder nichts befand, was mit Bewaffnung zu tun hatte. Diese mit Pfortendeckeln versehenen Versionen waren meist auf Handelsschiffen verbreitet und sollten potenzielle Angreifer wie z. B. Piraten bezüglich des tatsächlichen Bewaffnungsstatus täuschen und diese von einem Angriff abhalten.
Die Tradition des Führens von Scheinstückpforten ist bis heute besonders bei vielen Großseglern beibehalten worden, indem z. B. an den Stellen der Bordwand, wo Stückpforten angebracht sein könnten, Rechtecke entlang des  Portenbandes in entsprechenden Farben akzentuiert werden.

## Andere Verwendung
Stückpforten können zum Verladen von Langgut in Unterdecks genutzt werden.
Ein Schiffskamel nützt je zwei gegenüberliegende Stückpforten, um – auch – mittels durchgesteckter Holzträger Hebekraft auf das Schiff auszuüben.